# Cart Life
Cart Life es un videojuego de simulación desarrollado por Richard Hofmeier utilizando Adventure Game Studio para Microsoft Windows lanzado en mayo de 2011. El juego se añadió a Steam en marzo de 2013, pero se eliminó cuando Hofmeier liberó el código fuente completo de forma gratuita. El juego está diseñado en una cuadrícula de píxeles en escala de grises, con detalles mínimos, para permitir al jugador deducir mejor el estado de ánimo de cada uno de los tres personajes vendedores.
En Cart Life, el jugador controla a uno de los tres vendedores ambulantes e intenta administrar su tienda mientras cuida de su salud, intereses y familias.
El juego fue bien recibido por los críticos, con elogios particulares para la cercanía de los personajes, aunque algunos críticos criticaron cuestiones técnicas. En 2013 Cart Life ganó el Independent Games Festival Seumas McNally Grand Prize, el premio Nuovo Award y el premio a la excelencia en narrativa.

## Jugabilidad
En Cart Life, los jugadores controlan a uno de tres personajes, cada uno de los cuales tiene un trabajo diferente en la venta ambulante; Vinny vende bagels, Andrus tiene un puesto de periódicos y Melanie vende café en un carrito. Mientras están en sus puestos, los jugadores interactúan con los clientes vendiéndoles artículos y pueden gestionar su puesto seleccionando acciones, estableciendo precios y comprando nuevos equipos. Los jugadores también deben cuidar de la vida diaria del personaje, incluyendo tener suficiente comida, bebida y sueño. Melanie, por ejemplo, es madre soltera de una hija. Cuando no está trabajando, anhela vincularse más con su hija, en medio de su difícil y ocupada vida. Ella lucha por tener tiempo para llevar a su hija a la escuela y salir de ella cada día, mientras busca custodia con un salario limitado.

## Desarrollo
La inspiración de Richard Hofmeier para el juego se inspiró en aspectos de sus propias experiencias de la vida laboral, así como en otros juegos como Little Computer People y River City Ransom. Se inspiró en Modern Living de Han Hoogerbrugge, diciendo que lo pensaba "casi todos los días" mientras desarrollaba Cart Life. Hofmeier agradece a su socio por apoyarle durante todo el desarrollo del juego.
Cart Life es el primer juego de Hofmeier, basado en su experiencia como ilustrador. Desarrolló el juego en su tiempo libre usando Adventure Game Studio mientras trabajaba en lo que él describe como un "montón de trabajos malos". Inicialmente planeó terminar el desarrollo en 30 días pero trabajó en el desarrollo durante tres años. Él quería hacer un juego que no tuviera altas puntuaciones, puntos o acción, y originalmente lo concibió como una comedia.
En cuanto al diseño del juego, Hofmeier dijo que no lo eligió por ser nostálgico, sino porque quería que los jugadores completaran los detalles extra con sus propios pensamientos y experiencias, diciendo que llevaba más tiempo y esfuerzo que otros estilos posibles. Durante el desarrollo, Hofmeier habló con varios vendedores ambulantes para indagar sobre su trabajo que se mostraron entusiasmados con la creación del juego.
Durante el desarrollo Richard Hofmeier experimentó con muchos elementos que finalmente fueron eliminados, incluyendo un cuarto personaje y un número de tiendas y lugares adicionales. En el Independent Games Festival de 2013, Hofmeier pintó su propio stand para,en su lugar, exhibir el juego de Porpentine Howling Dogs, diciendo que pensaba que "Cart Life ya había sobrepasado su tiempo de presentación... Quería que la gente viera este juego".
En marzo de 2014, con Hofmeier diciendo que había terminado de apoyar el juego, el juego fue eliminado de Steam mientras que el código fuente y el juego estaban disponibles de forma gratuita en su sitio web bajo la "LICENCIA GRATUITA DE CART LIFE". La página web de Hofmeier se desconectó más tarde debido al aumento del tráfico, pero el juego y el código fuente se reflejó en GitHub.

## Recepción
Cart Life fue generalmente bien recibido después de su lanzamiento, con una puntuación Metacritic de 79/100 y una puntuación GameRankings del 81%.
Los críticos comentaron positivamente los personajes y la mecánica de Cart Life. Carolyn Petit de GameSpot describió a los personajes como "maravillosamente expresivos", sobre todo por la atención prestada a los pequeños detalles, como los movimientos de las cejas y tener que tomar decisiones difíciles. En la reseña de PC Gamer, Alex Wiltshire dijo que el juego retrató "una serie de retratos convincentes y empáticos". Otra característica bien recibida fue el estilo de arte del juego; Ben Lee de Digital Spy encontró que el arte del píxel complementaba cómo retrataba el juego los aspectos mundanos de la vida.
Las principales críticas del juego se debieron a los problemas técnicos y errores presentes en el juego. Ben Moore, de GameTrailers, dijo que experimentó "más de un puñado de cuelgues, errores de guión y parones" mientras jugaba al juego. Petit dijo que los problemas eran comunes y redujeron el impacto de la historia del juego para ella.
En 2011, Cart Life ganó dos premios AGS a la Mejor Programación y al Mejor Juego de No Aventura Creado con AGS.
Cart Life fue finalista de la Indiecade 2012 y ganó el Gran Premio Seumas McNally, el Premio Nuovo y el premio a la Excelencia en Narrativa en el Independent Games Festival 2013.